# Edward Joyce (cầu thủ bóng đá)
Edward Joyce (sinh năm 1908) là một cầu thủ bóng đá người Anh thi đấu ở vị trí tiền đạo.

## Sự nghiệp
Sinh ra ở Bradford, Joyce kí hợp đồng với Bradford City vào tháng 8 năm 1929 từ Yorkshire Amateur, rời câu lạc bộ năm 1930. Trong thời gian với Bradford City ông có một lần ra sân ở Football League.